# Canon Parrott
Le canon Parrot est une pièce d'artillerie utilisée durant la guerre de Sécession et la guerre de Boshin,. Elle fut inventée aux États-Unis, par Robert Parker Parrott.

## Caractéristiques
Le canon Parrot est une pièce d'artillerie à canon rayé et à rechargement par la bouche. Il existe plusieurs déclinaisons de cette pièce d'artillerie notamment en 8, 10, 20, 30, 100, 200 et 300 livres. Ces pièces d'artilleries étaient plus simples à concevoir, plus précises et coûtaient moins cher, cependant les canons Parrot avaient la fâcheuse tendance à exploser pendant le tir, ce qui fit que cette artillerie fut décriée voire rejetée par de nombreux artilleurs. En effet, lors d'une utilisation accrue, une fissure se produisait quelquefois sur la bande de renfort qui entourait la base du tube, ce qui provoquait alors l'explosion de celui-ci.

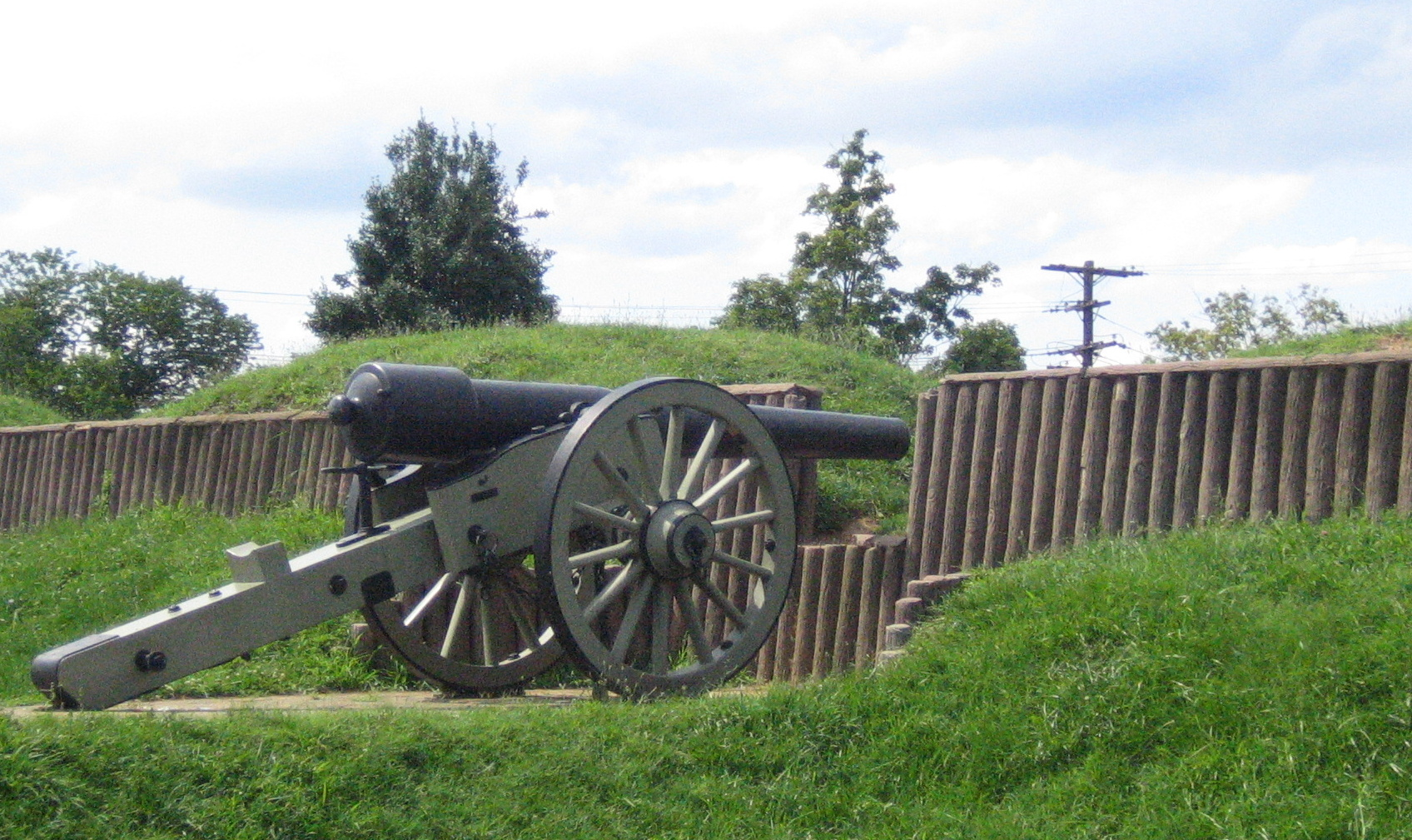
Canon Parrot

## Utilisation
Ce canon servit durant la guerre de Sécession principalement. Il fut utilisé par les deux camps et servit notamment au bombardement de Charleston. Il fut utilisé aussi lors de la guerre de Boshin, notamment par les forces du shogun qui étaient alors soutenues par les Français. Ce canon fut adapté aussi comme artillerie navale et permit une avancée dans ce domaine.